# Fermo Camellini
Fermo Camellini (Scandiano, 7 dicembre 1914 – Beaulieu-sur-Mer, 27 agosto 2010) è stato un ciclista su strada italiano naturalizzato francese nel 1948. Professionista dal 1937 al 1951, si aggiudicò due tappe al Tour de France e una Freccia Vallone.

## Carriera
Nato in Italia nel 1914 si trasferì, ancora bambino, nella cittadina di Beaulieu-sur-Mer in Francia con i genitori e i cinque fratelli. Qui lavorò come idraulico e gli fu affidata una bicicletta del titolare per andare fare gli interventi. Correre gli piaceva e così partecipò con buon successo ad alcune corse amatoriali.
Da professionista corse per la Urago, l'Alcyon-Dunlop, la France Sport-Dunlop, la Mercier-Hutchinson, la Ray-Dunlop, la Olmo, la Benotto, la Santamaria, la Riva Sport, la Elvish e la Bertin-Wolber. Si aggiudicò una cinquantina di corse: le principali vittorie furono il Circuito delle Alpi nel 1938, il Circuit du Mont Ventoux nel 1939 e 1941, la Parigi-Nizza nel 1946, due tappe e il settimo posto finale al Tour de France nel 1947 e la Freccia Vallone nel 1948. Vestì anche la maglia rosa per quattro giorni al Giro d'Italia 1946.
Nel 1948 fu naturalizzato francese e visse fino alla morte a Beaulieu-sur-Mer, dove fu il titolare di un negozio di biciclette. Nel 1951 il Principe di Monaco lo decorò di Medaglia di Prima classe dell'Educazione Fisica e dello Sport.

## Palmarès
- 1937

La Turbie
- 1938

Nice-Annot-Nice
Grand Prix de la Victoire
Classifica generale Circuit des Alpes
Circuit Justin Berta
- 1939

Classifica generale Circuit du Mont Ventoux
Ronde du Gard
- 1941

La Turbie
Nice-Mont Chauve
Nice-La Turbie-Nice
2ª tappa Circuit du Mont Ventoux
Classifica finale Circuit du Mont Ventoux
- 1942

Tour de Haute-Savoie
4ª tappa Vuelta a Catalunya
- 1944

Gran Prix de Cagnes-sur-Mer
- 1945

Gran Prix de Nice
Circuit du Limousin
Gran Prix de Provence
Parigi-Reims
Trophée International du Sud-Ouest
- 1946

Classifica generale Paris-Nice
Nizza-Mont Agel
Attraverso Losanna
1ª tappa, 2ª semitappa Gran Prix d'Armagnac
Classifica generale Quatre Jours de Suisse
- 1947

1ª tappa Critérium du Dauphiné Libéré
8ª tappa Tour de France (Grenoble > Briançon)
10ª tappa Tour de France (Digne-les-Bains > Nizza)
- 1948

Freccia Vallone

### Altri successi
- 1937

Grand Prix Guillaumont (Criterium)
- 1938

Grasse (Criterium)
- 1939

Circuit de Bort-les-Orgues (Criterium)
Alès (Criterium)
Circuit des Maures Toulon (Criterium)
1ª tappa Gran Prix de la Côte d'Azur (Criterium)
2ª tappa Gran Prix de la Côte d'Azur (Criterium)
Classifica generale Gran Prix de la Côte d'Azur (Criterium)
- 1940

Nice (Criterium)
- 1941

Prix d'Amberieu (Criterium)
Saint-Chamond (Criterium)
- 1945

Nice (Criterium)
Classifica generale Gran Prix de la Côte d'Azur (Criterium)
- 1947

Lausanne (Criterium)
- 1948

Gran Prix de l'Echo d'Oran (Criterium)
- 1950

Pau (Criterium)

## Piazzamenti

### Grandi Giri
- Giro d'Italia

1946: ritirato
- Tour de France

1947: 7º
1948: 8º
1949: ritirato (18ª tappa)
- Vuelta a España

1942: 10º

### Classiche monumento
- Milano-Sanremo

1946: 21º
1947: 19º
1948: 3º
1949: 7º
- Giro delle Fiandre

1947: 37º
- Parigi-Roubaix

1943: 15º
1947: 14º
1950: 41º
- Liegi-Bastogne-Liegi

1950: 14º
1951: 70º
- Giro di Lombardia

1938: 40º
1946: 37º
1947: 10º